# Моншам (Кальвадос)
Монша́м (фр. Montchamp) — колишній муніципалітет у Франції, у регіоні Нормандія, департамент Кальвадос. Населення — 568 осіб (2011).
Муніципалітет був розташований на відстані близько 230 км на захід від Парижа, 45 км на південний захід від Кана.

## Історія
До 2015 року муніципалітет перебував у складі регіону Нижня Нормандія. Від 1 січня 2016 року належав до нового об'єднаного регіону Нормандія.
1 січня 2016 року Моншам, Берньєр-ле-Патрі, Бюрсі, Шендолле, Ле-Дезер, Естрі, П'єрр, Прель, Ла-Рок, Рюллі, Сен-Шарль-де-Персі, Ле-Тей-Бокаж, Вассі i В'єссуа було об'єднано в новий муніципалітет Вальдальєр.

## Демографія
Динаміка населення (Insee ):
Розподіл населення за віком та статтю (2006):
| Стать | Всього | До 15 років | 15-24 | 25-44 | 45-64 | 65-85 | Понад 85 |
| --- | ------ | ----------- | ----- | ----- | ----- | ----- | -------- |
| Чоловіки | 284    | 48          | 20    | 72    | 100   | 40    | 4        |
| Жінки | 268    | 56          | 12    | 68    | 68    | 60    | 4        |
| \| Статево-вікова піраміда \| Статево-вікова піраміда \| Статево-вікова піраміда \| \| ----------------------- \| ----------------------- \| ----------------------- \| \| Чоловіки \| Вік \| Жінки \| \| 4 \| 85 + \| 4 \| \| 4 \| 80-84 \| 4 \| \| 12 \| 75-79 \| 16 \| \| 8 \| 70-74 \| 16 \| \| 16 \| 65-69 \| 24 \| \| 12 \| 60-64 \| 12 \| \| 20 \| 55-59 \| 0 \| \| 40 \| 50-54 \| 20 \| \| 28 \| 45-49 \| 36 \| \| 16 \| 40-44 \| 12 \| \| 16 \| 35-39 \| 20 \| \| 16 \| 30-34 \| 20 \| \| 24 \| 25-29 \| 16 \| \| 8 \| 20-24 \| 4 \| \| 12 \| 15-20 \| 8 \| \| 12 \| 10-14 \| 12 \| \| 28 \| 5-9 \| 20 \| \| 8 \| 0-4 \| 24 \| |        |             |       |       |       |       |          |
| Статево-вікова піраміда |        |             |       |       |       |       |          |
| Чоловіки | Вік    | Жінки       |       |       |       |       |          |
| 4 | 85 +   | 4           |       |       |       |       |          |
| 4 | 80-84  | 4           |       |       |       |       |          |
| 12 | 75-79  | 16          |       |       |       |       |          |
| 8 | 70-74  | 16          |       |       |       |       |          |
| 16 | 65-69  | 24          |       |       |       |       |          |
| 12 | 60-64  | 12          |       |       |       |       |          |
| 20 | 55-59  | 0           |       |       |       |       |          |
| 40 | 50-54  | 20          |       |       |       |       |          |
| 28 | 45-49  | 36          |       |       |       |       |          |
| 16 | 40-44  | 12          |       |       |       |       |          |
| 16 | 35-39  | 20          |       |       |       |       |          |
| 16 | 30-34  | 20          |       |       |       |       |          |
| 24 | 25-29  | 16          |       |       |       |       |          |
| 8 | 20-24  | 4           |       |       |       |       |          |
| 12 | 15-20  | 8           |       |       |       |       |          |
| 12 | 10-14  | 12          |       |       |       |       |          |
| 28 | 5-9    | 20          |       |       |       |       |          |
| 8 | 0-4    | 24          |       |       |       |       |          |

## Економіка
2010 року серед 344 осіб працездатного віку (15—64 років) 249 були активними, 95 — неактивними (показник активності 72,4%, у 1999 році було 72,1%). З 249 активних мешканців працювала 231 особа (129 чоловіків та 102 жінки), безробітними було 18 (6 чоловіків та 12 жінок). Серед 95 неактивних 16 осіб було учнями чи студентами, 43 — пенсіонерами, 36 були неактивними з інших причин.

У 2010 році в муніципалітеті числилось 244 оподатковані домогосподарства, у яких проживали 625,0 особи, медіана доходів виносила 13 240 євро на одного особоспоживача